# Alois Hába
Alois Hába (n. 21 iunie 1893, Vizovice, Zlín, Cehia – d. 18 noiembrie 1973, Praga, Cehoslovacia) 
a fost un compozitor, teoretician al muzicii și pedagog ceh, unul din pionierii muzicii culte moderne. A fost unul din creatorii însemnați de muzică microtonală⁠(d), folosind mai ales scara sferturilor de ton, deși a utilizat și alte scări, precum cea a șesimilor de ton (de exemplu, în cvartetele de coarde nr.5,10 și 11), a cincimilor de ton (în cvartetul nr.16) si a doisprezecimilor de ton. 
În activitatea sa prolifică Hába a compus trei opere, un număr enorm de compoziții de muzică de cameră, inclusiv 16 cvartete de coarde, lucrari pentru pian, orga și coruri, mai multe creații pentru orchestră și lieduri.
Hába s-a folosit de instrumente speciale cu claviatură și instrumente de suflat din lemn capabile de a reda sferturi de ton. 

## Biografie
Alois Hába s-a născut în Vizovice, in regiunea Zlyn, în așa numita Valahie Moravă. În orchestra populară a familiei condusă de tatăl său, Franz Hába, a cântat de la o vârstă fragedă la contrabas, iar ulterior și la vioară. Mama sa Theresia Trčkova, era o foarte bună cântăreață populară, care i-a învățat pe fiii ei numeroase cântece din folclorul regional.  Fratele său Karel Hába, vărul său Emil Hába și nepotul său Miroslav Hába au devenit, de asemenea, compozitori.
Muzica populară slovacă și cea moravă de est din regiunea unde s-a născut, care în mod tradițional includeau creații în afara gamei clasice de semitonuri, a avut o influență fundamentală asupra sa de-a lungul vieții. Mai târziu Hába și-a alcătuit propria arhivă de înregistrări de cântece populare.El a studiat scările modale populare cărora le-a  un capitol intitulat "Scările grecești și cântecele popularee din districtul Slovacko" din cartea sa, Neue Harmonielehre. Hába a găsit în cântecele populare cei dintâi stimuli pentru construirea sistemului său modal și microtonal în teoria și practica muzicală.  După ce a studiat la Colegiul pedagogic din Kroměříž (1909-1913), Hába a predat la Bílovice, iar în 1914 a plecat să studieze la Conservatorul din Praga, unde printre profesorii săi s-a numărat Vítězslav Novák. 
La izbucnirea Primului Război Mondial a fost recrutat în armata austro-ungară și o vreme a servit la Viena unde și-a putut continua studiile sale muzicale luând lecții de contrapunct cu   
Richard Stöhr. După serviciul pe frontul rus și cel italian (1915–1917), în primăvara anului 1918 Hába a plecat iar la Viena, pentru a lucra în slujba  departamentului de muzică al Ministerului de Război , culegând și arhivând cântece militare ale soldaților din națiunile slave ale monarhiei. În 1917 a fost fascinat de un articol de ziar despre ideile lui Willy von Möllendorf cu privire la muzica în sferturi de ton. La câteva luni după aceea a terminat compunerea suitei sale microtonale pentru orchestră de coarde, constituită din trei fugi în sferturi de ton și compusă pentru două piane acordate la o diferență de sfert de ton. 
Anul următor a urmat la Viena studii de  compoziție  cu Franz Schreker, care i-a încurajat orientarea nonconfomistă. De asemenea la Viena a întâlnit și personalități importante ale vieții muzicale vieneze, inclusiv pe Arnold Schönberg, și a lucrat pentru editura Universal la editarea partiturilor lui Schoenberg, Szymanowski ale altor compozitori.
Rămas la Viena după război, Hába a participat la concertele produse de Verein für musikalische Privataufführungen (Asociația pentru Muzica Privată) a lui Arnold Schönberg și a fost influențat în mod special de stilul „atematic” folosit de Schönberg în Erwartung (Așteptarea). Printre primele compoziții publicate de el s-a numărat Cvartetul de coarde nr. 2, prima sa lucrare majoră în sfert de ton, compusă în 1920. În acea perioadă, a început prietenia sa de-o viață cu Hanns Eisler - cu care împărtășea convingeri politice (Hába devenise în acea vreme un comunist înfocat), precum și opinii muzicale.
În 1920, l-a urmat pe profesorul său, Schreker, la Berlin. Apoi în 1923 s-a întors definitiv la Praga  pentru a preda la Conservatorul din Praga, unde, cu sprijinul lui Josef Suk, a fondat în 1925 un departament pentru studiul muzicii microtonale.
A fost un luptător hotărât pentru un stil nou, care a urmărit cu atenție dezvoltarea lui Schönberg și Webern în anii 1920. Cea mai semnificativă contribuție inovatoare la muzica europeană și-a derivat-o din practica intonației populare moraviene – sisteme tonale elaborate de sfert de ton, șase ton, dodecafon și cinci ton. Instrumente speciale (piane, armonice, clarinete, chitare, trompete) au fost construite conform proiectelor sale. De asemenea, a intervenit semnificativ în ordinea formală existentă cu așa-numitul stil atematic, care a eliminat în mod deliberat toate legăturile tematice din compoziție. Le-a înlocuit parțial cu relații ritmice. A aplicat în mod constant aceste principii în propria sa lucrare și le-a publicat și în cărți. Hába a format o serie de studenți ca profesor la Conservatorul din Praga și la Academia de Arte Spectacolului, unde a fondat și a condus departamentul de sfert de ton. După lovitura de stat din februarie, compoziția în sfert și șase ton a fost abolită ca domeniu separat, iar în 1951, predarea acestei materii a fost complet eliminată.
A militat cu hotărâre pentru un stil nou, urmărind evoluția lui Schönberg și a lui Webern în anii 1920. Cea mai semnificativă contribuție inovatoare la muzica europeană și-a derivat-o din practica intonației populare morave – sisteme tonale elaborate de sferturi de ton, șesimi de ton, dodecafoen și de cinci tone. conform proiectelor sale au fost realizate instrumente speciale (piane, armonice, clarinete, chitare, trompete). De asemenea, Hába a intervenit semnificativ în ordinea formală existentă cu așa-numitul stil atematic, care a eliminat în mod deliberat toate legăturile tematice din compoziție. Le-a înlocuit parțial cu relații ritmice. A aplicat în mod constant aceste principii în propria sa operă și le-a publicat și în cărți. Ca profesor la Conservatorul din Praga și la Academia de Arte Scenice, Hába a format o serie de studenți unde a fondat și a condus departamentul de sfert de ton. După lovitura de stat  comunistă din februarie 1948, compoziția în sferturi și șesimi de ton a fost abolită ca domeniu separat, iar în 1951, predarea acestei materii a fost complet eliminată.
Printre elevii săi s-au numărat:
Necil Kazim Akses (1933-1934) Karel Ančerl )1927-1930), Josef Ceremuga (1949-50), Oscar Danon (1937-1941), Václav Dobiáš (1939-41), Jiří Dvořáček (1949-50), Karel Hába (1925-27), Jaroslav Ježek (1927-28),Miloslav Kabeláč (1930-31),Dezider Kardoš (1937-38),Václav Kašlík (1939-40), Gideon Klein (1939-40), Jaroslav Krombholc (1940-42),Štěpán Lucký,
Moyzes, Alexander (1927-28), Jiří Pauer(1934-45, 1946-50), Miroslav Ponc (1922-24), Karel Reiner (1929-30),
Karel Risinger, (1945-47), Jan Seidel (1936-40)
Jiří Šust (1941-42),Václav Trojan, (1927–28)
Jaroslav Volek  (1945–47)

## Discografie selectivă
- Integrala cvartetelor de coarde Complete string quartets (4 CDs, Bayer Records, Germany, 2006), interpretate de ansamblul ceh Cvartetul Stamic
- Patru fugi pentru orgă - Four Fugues for Organ ca parte a albumului Alois Hába / Miloslav Kabeláč / Jan Hora / Petr Čech – Complete Organ Works (Vixen, Czech Republic, 2001, CD)
- Integrala nonetelor - Complete Nonets. The Czech Nonet (Supraphon, Czech Republic, 1995)
- Czech Music of the 20th Century: Alois Hába – Chamber Music. Cvartetul Suk și Nonetul ceh (Praga, France, 1993)
- Mama cu Prague National Theatre Orchestra Teatrului Naâional Ceh, cor și soliști (Supraphon, Czechoslovakia, 1966, 1980 & 1982 – 2LPs; CD)[12]